# (35987) 1999 NV8
1999 NV8 (asteroide 35987) é um asteroide da cintura principal. Possui uma excentricidade de 0.16627650 e uma inclinação de 1.46373º.
Este asteroide foi descoberto no dia 13 de julho de 1999 por LINEAR em Socorro.